# Decauville-Pferdebahn am Naphthaberg
| Ölgefeuerte Decauville-Lokomotive in Turkestan |                     |                               |                               |
| Decauville-Pferdebahn am Naphtaberg, 1887 |                     |                               |                               |
| Streckenlänge: | 32,5 km             |                               |                               |
| Spurweite: | 500 mm (Schmalspur) |                               |                               |
| |                     |                               |                               |
| \| \| \| Transkaspische Eisenbahn \| \| \| \| 0 \| Bala-Ischem \| Bala-Ischem \| \| \| \| \| \| \| \| 32,5 \| Naphthaberg (Neftjanaja Gora) \| Naphthaberg (Neftjanaja Gora) \| |                     |                               |                               |
| Bahnhof quer |                     | Transkaspische Eisenbahn      | Transkaspische Eisenbahn      |
| Kopfbahnhof Streckenanfang (Strecke außer Betrieb) | 0                   | Bala-Ischem                   | Bala-Ischem                   |
| Strecke (außer Betrieb) |                     |                               |                               |
| Kopfbahnhof Streckenende (Strecke außer Betrieb) | 32,5                | Naphthaberg (Neftjanaja Gora) | Naphthaberg (Neftjanaja Gora) |

Die Decauville-Pferdebahn am Naphthaberg war eine 32,5 km lange, von der französischen Firma Decauville gelieferte Pferdebahn mit einer Spurweite von 500 mm, die um 1885–1889 bei Bala-Ischem (12 km südöstlich von Balkanabat) in Turkestan (historische Bezeichnung für einen Teil des heutigen Turkmenistans und sechs weiterer Staaten) betrieben wurde.

## Geschichte
Beim Bau der Transkaspischen Eisenbahn wurde vorübergehend eine Decauville-Schmalspurbahn eingesetzt, um die Schienen und Schwellen an die Baustelle zu befördern. Diese war mit fliegendem Gleis errichtet, d. h. aus vorgefertigten 5 m langen Gleisjochen mit einer Spurweite von 500 mm. Die Schienen und das rollende Material waren teils in Frankreich, teils in der russischen Fabrik Maltzoff hergestellt worden. Sobald die Breitspurgleise verlegt waren, wurden die Schmalspurgleise am Anfang der Schmalspurbahn abgebaut und am anderen Ende zu neuen Baustellen verlegt. Sie wurde mit zwei ölbefeuerten Decauville-Dampflokomotiven mit den Werksnummern N° 9 und N° 10 betrieben.
Beim Bau der Eisenbahn von Michailowsk nach Kysyl-Arwat leistete den Ingenieuren und Bauarbeitern eine Decauville-Bahn mit einer Länge von 100 km gute Dienste. Sie wurde mit einer kleinen mit Erdöl beheizten Decauville-Lokomotive betrieben. Als die Breitspur-Eisenbahn bis Serdar fertiggestellt war, führte die Decauville-Bahn bereits bis nach Bamy. Die Strecke wäre wahrscheinlich für Wartungs- und Transportarbeiten dort verblieben, wenn nicht riesige Naphtha- und Ozokeritvorkommen am Naphthaberg, 26,5 km südwestlich von den Tagyr-Quellen entfernt, gefunden worden wären.
Der Ozokerit, der zur Gewinnung von Naphtha-Kraftstoff für die Breitspur-Lokomotiven verwendet wurde, musste zuvor aus Baku oder von der Halbinsel Tscheleken angeliefert werden. Als Folge dieser Entdeckung wurde die Decauville-Bahn zum Naphthaberg (Neftjanaja Gora) verlegt. Sie transportierte den gesamten Brennstoff für die auf der Breitspurstrecke eingesetzten Lokomotiven.
Vermutlich wurde die Strecke ausschließlich als Pferdebahn betrieben, jedenfalls wurde sie spätestens 1887 als Pferdebahn bezeichnet. Es wurden kirgisische Pferde eingesetzt, die pro Arbeitstag etwa 800 bis 1000 kg über eine Strecke von 40 km ziehen konnten. 1889 war der Bahnbetrieb bereits eingestellt.
Heute verläuft eine kürzere Breitspurstrecke von Balkanabat geradlinig nach Uzboý auf dem Naphthaberg (bis etwa 1939 turkmenisch Neftedag oder gora Neftjanaja, d. h. wörtlich Naphtaberg oder Erdölberg, bis 2003 russisch imeni 26 Bakinskich Kommissarow).

## Lage
Die Pferdeeisenbahn führte vom Bahnhof Bala-Ischem geradlinig zum Naphthaberg. Auf der Strecke wurden sowohl alle Materialien für die dortigen Bergwerke als auch Wasser und Proviant für die dort wohnhaften Arbeiter transportiert sowie auf dem Rückweg das gewonnene Naphtha vom Bergwerk bis zur Transkaspischen Eisenbahn befördert. Die 32,5 km lange Strecke verlief nahezu gerade in westsüdwestlicher Richtung.
Die Station Bala-Ischem lag an der Transkaspischen Eisenbahn. Sie lag 57 Kilometer vom damaligen Endpunkt der Eisenbahn bei Michailowski saliw (Михайловский залив) und 9 Kilometer südlich des Großen Baichan-Gebirges. Der Bahnhof lag etwa 10 Kilometer südlich einer einige hundert Meter über der Steppenfläche gelegenen Quelle.
Der Naphtha-Berg ist von nur unbedeutender Höhe. Er erhebt sich nur 83 Meter über das Niveau der Steppe bei Bala-Ischem und kann also keineswegs mit dem Großen Baichan (1817 m ü. d. M.) oder dem Kleinen Baichan (875 m ü. d. M.) verglichen werden. Der eigentliche Naphtha-Berg besteht aus einem von Südwesten nach Nordosten laufenden Höhenzug von circa 2 km Länge und 1 km Breite ohne besonders steile Abhänge und in der Längsrichtung allmählich zum Niveau der Steppe absinkend. Parallel zum Berg stehen auf dessen Nord- und Südseite kleinere Hügel. Die durch sie begrenzte ovale Hochfläche hat eine Größe von 3 × 4 km.

## Streckenverlauf und Geologie
Auf den ersten 5 Kilometern hinter der Station führte die Trasse über eine ebene Steppenfläche, bestehend aus ungeschichtetem, mit Sand vermischtem Lehm, in dem zahlreiche rundgeschliffene, meist weniger als haselnussgroße Steinchen eingebettet sind.
Ab dem fünften Kilometer führte die Strecke durch braune, aus Tonschichten bestehende Hügel mit dichter, horizontaler Schichtung.
Diese Formationen sind wahrscheinlich Ablagerungen aus dem nahegelegenen alten Flussbett des Usboj, zu dem die Strecke kurz darauf ohne merkbaren Niveauunterschied herunterführte. Der Fluss muss sich an dieser Stelle zu einem weit ausgedehnten, sehr wenig tiefen See oder Teich erweitert haben. Der Boden ist hier von Salz gesättigt, wie die Teiche zu beiden Seiten des Bahnwalles, in welchen mehrere Zentimeter dicke, weiße bzw. helle Rinden reinen Salzes vorhanden waren. Schichten von reinem Salz wurden überall unter der Oberfläche angetroffen. Diese Salzlager hatten eine Mächtigkeit von 125–150 mm und wurden bloß von 25–75 mm tiefem, hart zusammengebackenem Sand bedeckt. In dieser Wüste wuchs kein Gras, und keine Spur von Leben machte sich bemerkbar. Die einzigen Steine, welche angetroffen werden, sind aufgebrochene Salzstücke, und an der Strecke gab es ein ganz aus gehauenen Salzblöcken errichtetes Haus, das von dem in dieser Gegend selten vorkommenden schwachen Regen nicht beschädigt wurde. Diese Salzwüste ist 12–15 Kilometer breit.
Ab dem 24. Kilometer fingen Dünenbildungen und Flugsand an, sie setzten sich fort und vermehrten sich noch, je näher man an den Naphthaberg kam. Dieser Streckenabschnitt befand sich im unablässigen Kampf mit den sich bewegenden Sandbergen und erforderte beständiges Umlegen und stete Erneuerung der Trasse. In dem hinter der ringmauerähnlichen Erhöhung gelegenen Tal führte die Pferdebahn zu den Bohrtürmen Nr. 1 und Nr. 2., die auf Schichten von Sand und grauem, sandigem Ton standen. Am südlichen Berghang gab es stark mit Kirr (Asphalt) gesättigte Schichten. Auf dem Bergrücken gab es Quellen, aus denen salziges Wasser, Naphta und Kohlenwasserstoffgas kamen. Die westlichste dieser Quellen lag etwa 67 Meter höher als die Bohrtürme. Sie mündete in einem runden, kochenden Sumpf mit 1 m Durchmesser und reichlichen Salzausscheidungen ringsum an den Wänden. Schwarze, dicke Naphta schwamm auf seiner Oberfläche. Kleine Stücke oder Kugeln von Erdwachs stiegen nebst der Naphta in dieser Quelle auf. Das Wachs war braun, knetbar und hatte einen aromatischen Geruch. Es sammelte sich an den Rändern der Quelle und des dazugehörenden Ablaufkanals. Die Qualität war nicht besonders gut, da es kaffee- oder schokoladenbraun war, während das bessere galizische Erdwachs gelb war. Man nahm an, dass in der Tiefe nicht unbedeutende Mengen von Erdwachs vorhanden sein müssen, da ziemlich viel ausfloss.

## Lokomotiven
In Turkestan wurden zwei ölgefeuerte Decauville-Dampflokomotiven auf dem Gleismaterial eingesetzt, das schließlich zum Bau der Pferdebahn wiederverwendet wurde. Ob diese um 1885 beim Bau und Betrieb der Strecke am Naphthaberg noch funktionstüchtig waren, ist nicht bekannt.
| Hersteller | Werks-Nr. | Baujahr | Bauart | Spurweite | Leer- gewicht | Dienst- gewicht | Name                      | Betreiber                                |
| ---------- | --------- | ------- | ------ | --------- | ------------- | --------------- | ------------------------- | ---------------------------------------- |
| Decauville | N° 9      | Um 1880 | B n2   | 500 mm    | 2,75 t        | 3,5 t           | Малютка/Maljutka (»Baby«) | Regierung von Russland (Turkestan-Krieg) |
| Decauville | N° 10     | Um 1880 | B n2   | 500 mm    | 2,75 t        | 3,5 t           | Бы́стрый/Bystry (»Speedy«) | Regierung von Russland (Turkestan-Krieg) |

Der Kaufvertrag über die Lieferung von zwei Schmalspurlokomotiven und weiterem Material für eine Decauville-Bahn als Transportmittel für die russische Armee im Turkestanfeldzug 1880–1881 am 31. März 1880 von Generalleutnant Michail Nikolajewitsch Annenkow unterzeichnet. Die Lokomotive kosteten jeweils 9000 Francs plus 2000 Francs für den Hilfstender. Die Lokomotiven sollten bis zum 30. Juni 1880 geliefert werden. Die beiden Lokomotiven der Bauart B n2t+t (0-4-0T+T) mit den Bezeichnungen Baby und Speedy und den Werksnummern 489 und 490 wurden von der Societe Anonyme de Marcinelle et Couillet in Belgien gebaut. Sie wurden von der Firma Decauville mit den Werksnummern 9 und 10 verkauft.
Jede Lokomotive hatte eine Leistung von 15 PS und wog leer 2,75 Tonnen. Die Lokomotiven wurden am 9. August 1880 von Antwerpen aus auf dem Seeweg nach Russland verschifft. Die Lokomotiven waren etwa ein Jahr lang im aktiven Dienst. Zunächst wurden sie 1881 auf einer 8,5 km langen Strecke mit einer Steigung von bis zu 25 ‰ zwischen Bala-Ischem und einem Steinbruch eingesetzt.
Zunächst wurden die Lokomotiven bei niedrigen Geschwindigkeiten getestet, dann mit Zügen von fünf und zehn Kipploren bei höheren Geschwindigkeiten. Nach den Versuchen wurde der reguläre Verkehr aufgenommen, bei dem Steine für den Bau der Breitspurbahn geliefert wurden, wobei die Züge mit einer Geschwindigkeit von 8–10 Werst pro Stunde (8,5–10,7 km/h) fuhren. Die Züge bestanden aus acht bis zehn beladenen Kipploren. Es wurden keine Entgleisungen gemeldet. Allerdings kam es wegen des Mangels an Dampf zu Verzögerungen, weil die für die Verbrennung von Kohle ausgelegten Lokomotiven mit Holz befeuert werden mussten und Kohle in der transkaspischen Region Mangelware war. Die Lokomotiven wurden daher bald auf Ölfeuerung umgestellt.
Für den Transport des Öls, das als Treibstoff für die Breitspur-Lokomotiven diente, sowie für Wasserdestilliergeräte (die zur Entsalzung von Wasser in der transkaspischen Wüste verwendet wurden), wurde der Bau der Schmalspur-Pferdebahn zwischen  Bala-Ischem und dem Ölfeld auf dem Naphthaberg beschlossen. Graf Michail Iwanowitsch Chilkow (Hilkof), ein leitender Ingenieur des Ersten Reserve-Eisenbahnbataillons und späterer Minister für Verkehrswege in Russland, gab an, dass sich die Kosten für den Bau der Pferdeeisenbahn innerhalb eines Jahres amortisieren würden, da der Ölpreis von 20 Kopeken bei Lieferung aus Baku auf 10 Kopeken pro Pud (0,61 Kopeken/kg) fallen würde.
Im März 1885 befanden sich beide Lokomotiven in Bala-Ishem, eine im Lager und die andere als beweglicher Kessel in einem Wasserpumpwerk.